# Minakami
Minakami (Japans: みなかみ町, Minakami-machi) is een gemeente in het district Tone van de Japanse prefectuur Gunma. De gemeente is ontstaan op 1 oktober 2005 toen de gemeenten Niiharu, Tsukiyono en het oude Minakami(水上町) samengevoegd werden tot de nieuwe gemeente Minakami. De gemeente wordt aangeduid met みなかみ町 (in hiragana met de kanji voor stad), in tegenstelling tot de plaats Minakami hetgeen 水上 geschreven wordt. (水 betekent water, en 上 betekent hoog.) Op 1 april 2008 had de gemeente 22.078 inwoners. De bevolkingsdichtheid bedroeg 28,3 inw./km². De oppervlakte van de gemeente is 780,91 km².
Minakami is een toeristisch gebied, dat de laatste tijd erg aan populariteit heeft verloren. Minakami heeft dan ook al sinds tijden een stagnerende bevolkingsgrootte. Van meer dan 33.000 inwoners in 1965 is de gemeente teruggelopen naar een bevolkingsgrootte van 23.310 in 2005.  Vele hotels in Minakami staan inmiddels leeg, en ook de oude houten brug is vervallen en afgesloten voor gebruik. Daarnaast zijn er echter ook nieuwe gebouwen en de hotels die nog wel open zijn, zijn meestal zeer modern qua inrichting. Dit geheel maakt een oud ogende rustige gemeente, waar toeristen meestal komen voor de rust en/of de natuur. 

## Vermaak
Minakami is een rustig stadje in de bergen met veel kleine winkeltjes en restaurantjes. Er zijn veel speelhallen die voornamelijk schietstandjes (met kurk schietgeweren) en kasten die een spel met knikkers bevatten. De stad is het meest bekend om de warmwaterbronnen die in een hoop hotels aanwezig zijn. Sommige warmwaterbronnen bevinden zich in een apart gebouw en aan de straat zijn enkele kleine warme baden voor de voeten, die gratis te gebruiken zijn.
De rivier ondiepe rivier die door Minakami loopt is een belangrijke attractie; er kan worden geraft en pootjegebaden, en er zijn kunstmatige poeltjes naast de rivier voor kinderen.  
Er zijn veel verschillende wandelpaden door Minakami en de omgeving die in zowel het Japans, Chinees, Koreaans en Engels staan aangegeven.

## Vervoer
Minakami is vanuit Takasaki (高崎) en Maebashi (新前橋駅, station Shin-Maebashi) te bereiken met de Jōetsu-lijn (上越線) van de maatschappij JR East. Deze lijn is echter niet erg frequent (minder dan een keer in het uur).
Bussen gaan er ook niet veel in Minakami. Het enige publieke vervoer dat altijd beschikbaar is, is de taxi.

## Omgeving
In de buurt van Minakami zijn veel bergen en veel natuur. Een makkelijk bereikbaar en mooi stukje berg is de tanigawa-dake (谷川岳), hetgeen vanaf station Minakami met de bus te bereiken is. Deze bus gaat naar het Ropeway station (ロープウェイ駅). In de zomer kan men er een bergwandeling maken (eventueel zelfs met de hond) en in de winter kan men er skiën.

## Fotoïmpressies

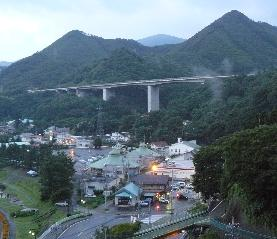
Een impressie van Minakami; souvenirwinkels en de supermarkt, rechts van de rivier
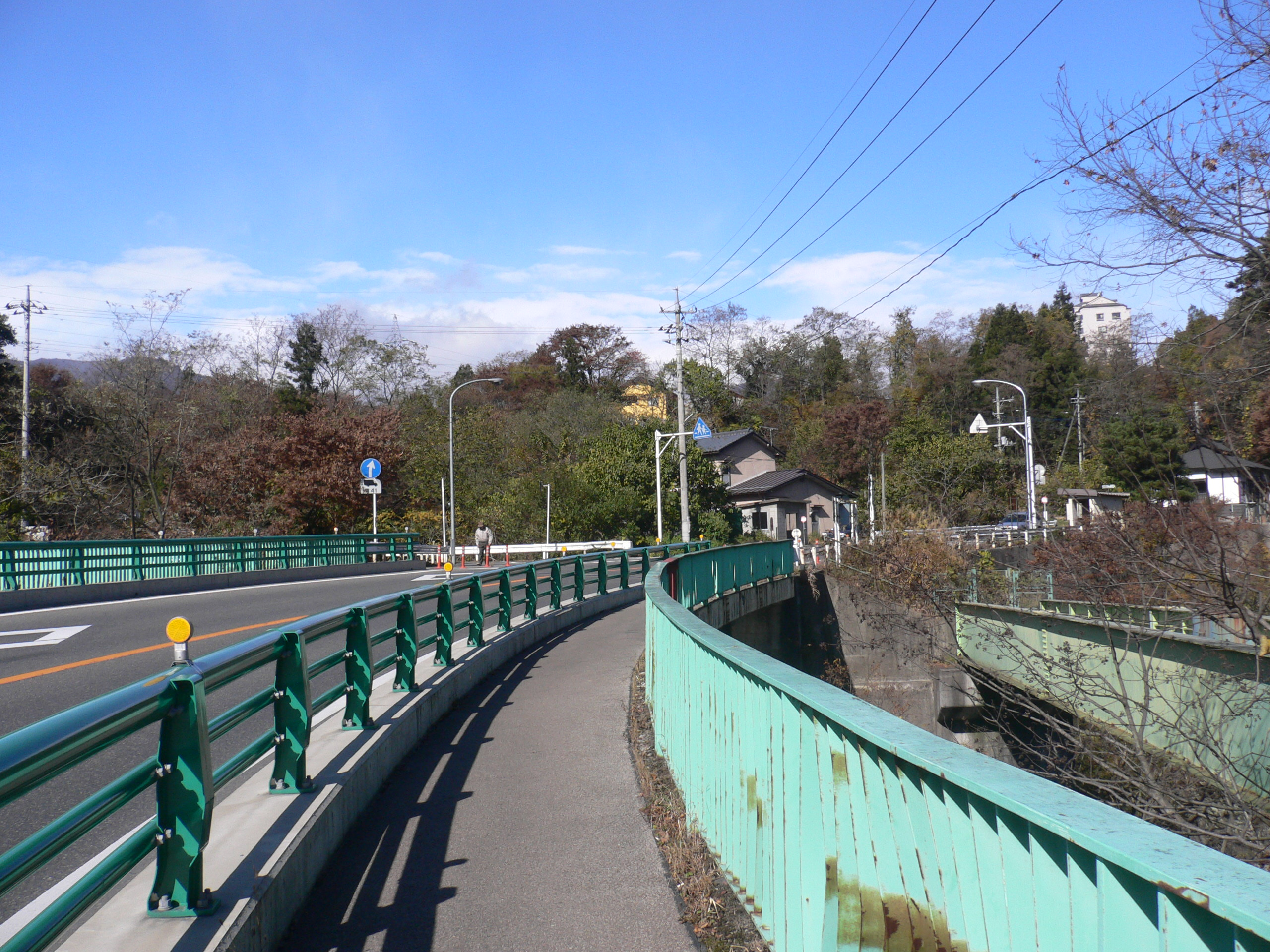
Provinciale weg door Minakami
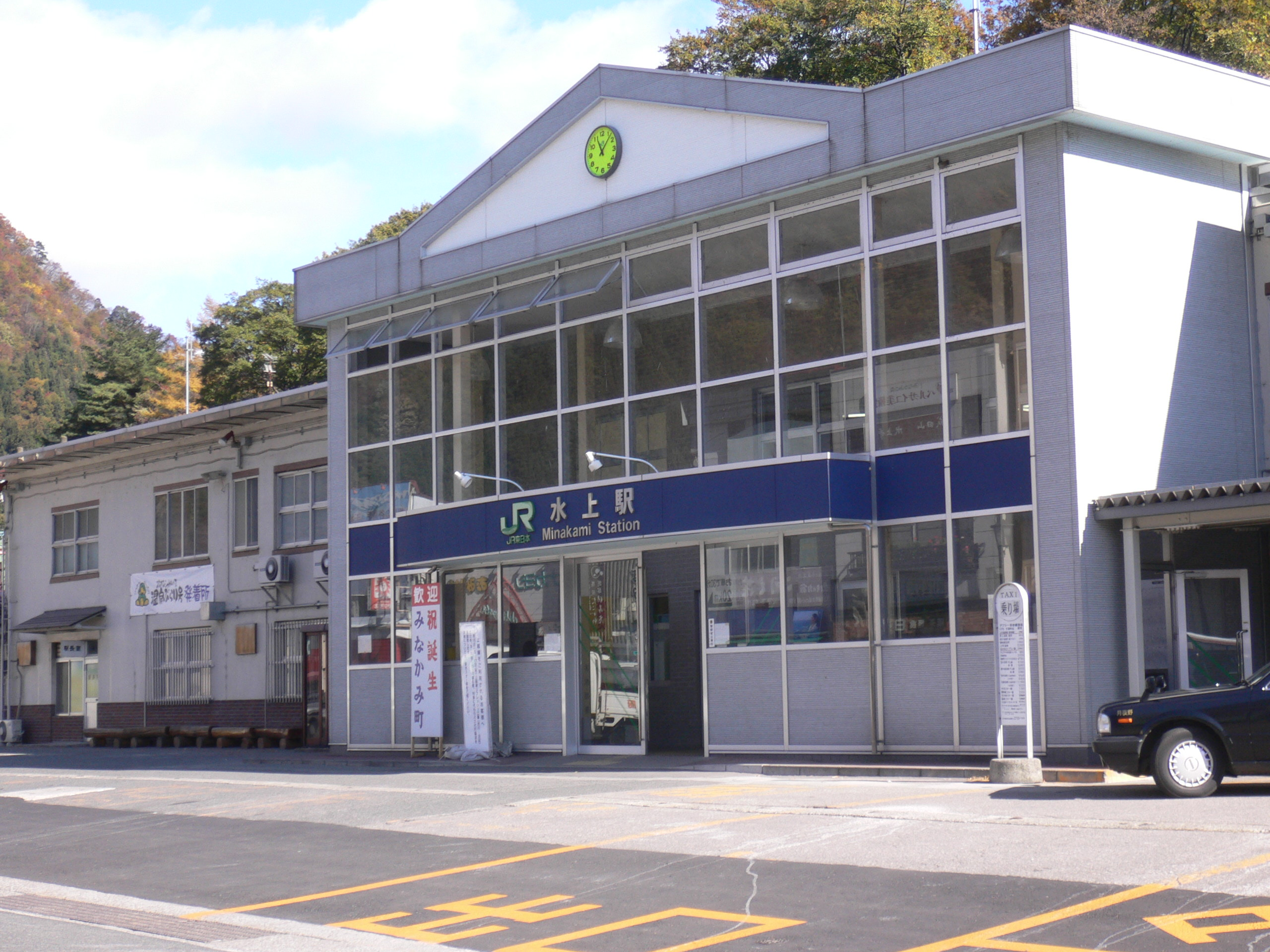
Het station van Minakami-stad
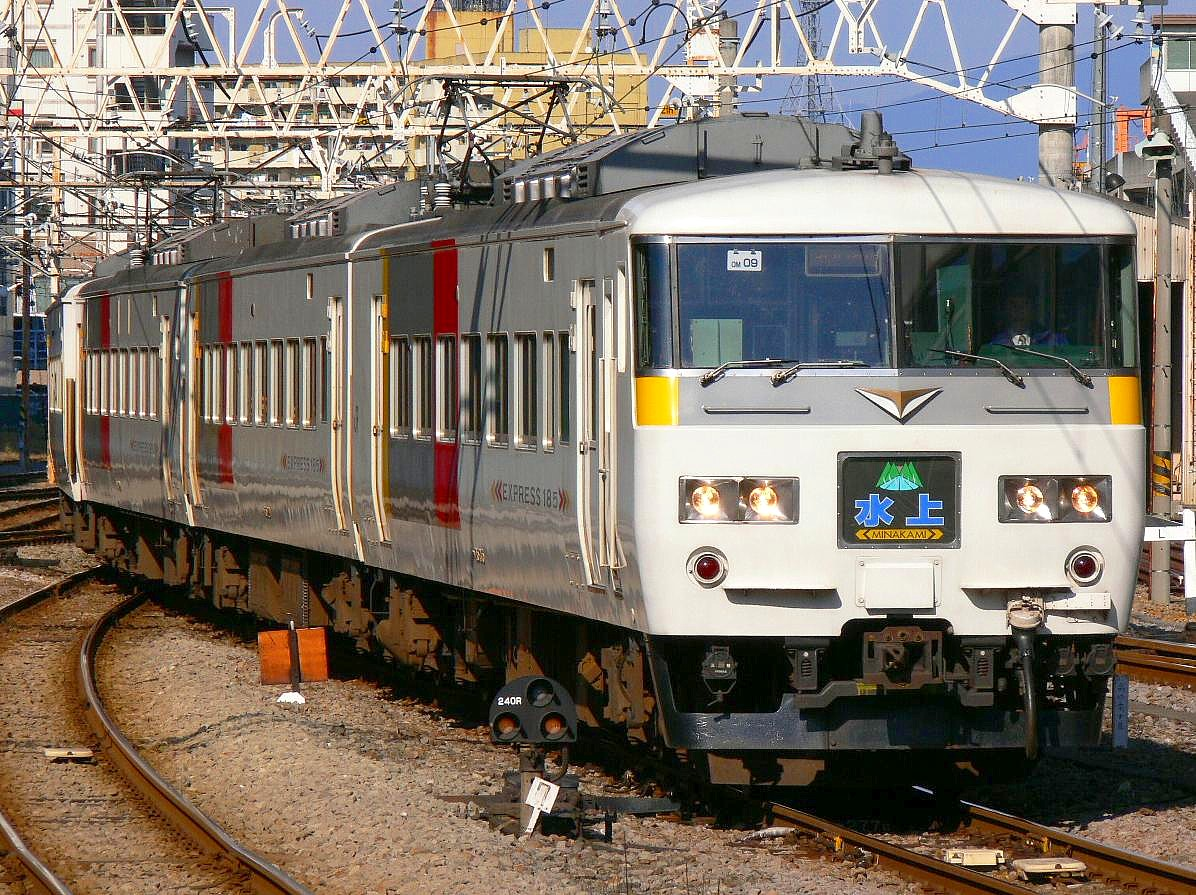
Trein richting Minakami
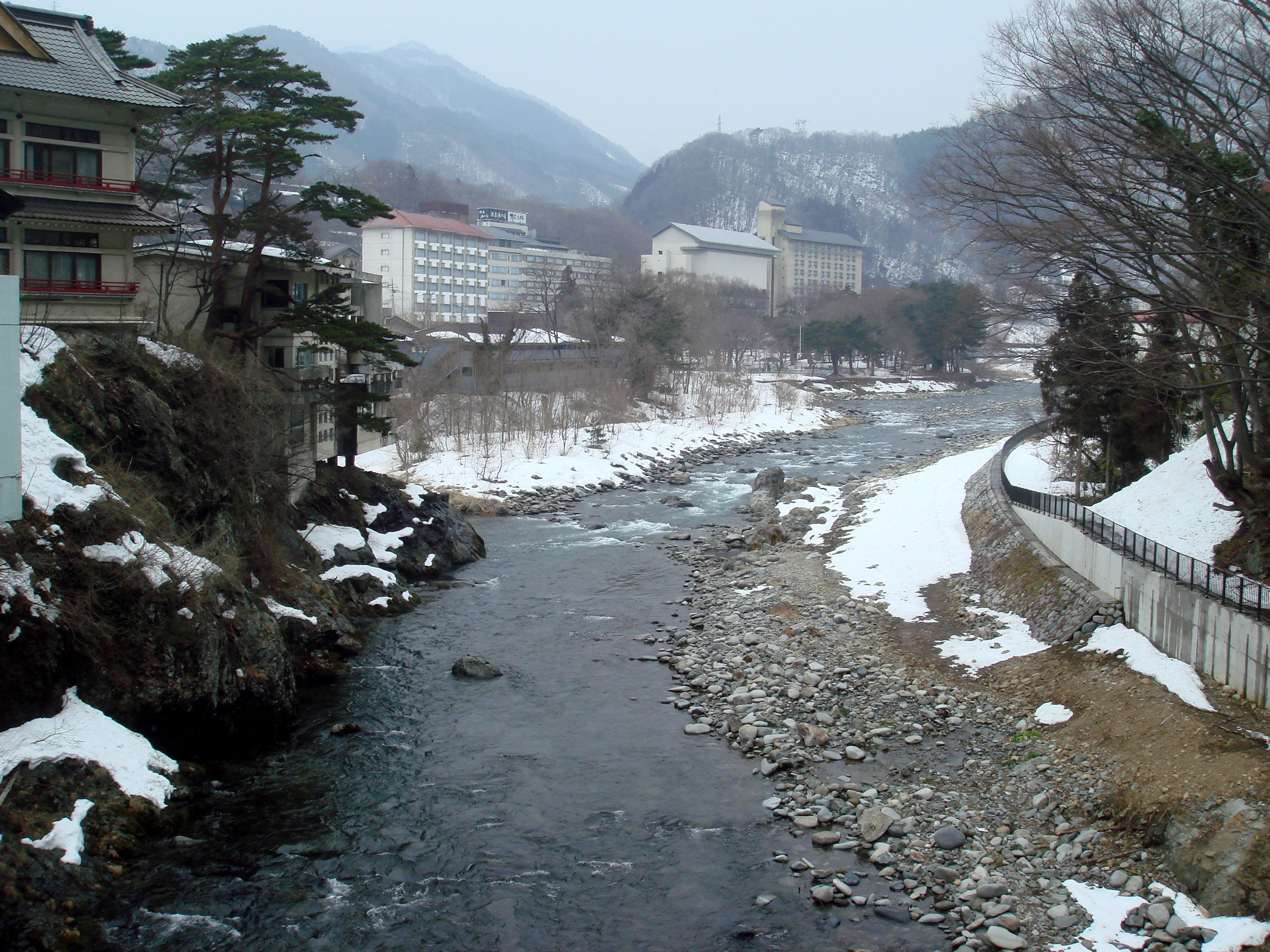